# Airton Soares
Airton Estevens Soares (Pirajuí, 1 de setembro de 1945) é um advogado e político brasileiro.

## Biografia

### Formação acadêmica
É formado em Ciências Jurídicas e Sociais pela Universidade de São Paulo e possui uma especialização em Economia pela Universidade de Harvard.

### Advocacia
Foi um dos advogados que trabalharam na defesa de presos políticos do Golpe Militar de 1964 e na década de 1980, foi o advogado de Lamia Maruf Hassan, esposa brasileira de um palestino, quando ambos foram condenados a prisão perpétua em Israel sob a acusação da morte de um soldado israelense num ato supostamente terrorista. Em 1997, Lamia Hassan foi solta após um acordo entre Israel e a comunidade palestina. 
Representando a OAB paulista, foi um dos advogados da Comissão Nacional da Verdade que investigou violações de direitos humanos cometidas durante o regime militar no período de 1964 até 1988.

### Política
Ainda estudante de direito, foi um dos representantes dos movimentos estudantis na USP. 
Em novembro de 1974, elegeu-se Deputado Federal pelo MDB. Foi reeleito em 1978 e em 1979 deixou o MDB, filiando-se ao Partido dos Trabalhadores logo em seguida e tornando-se, em 1980, líder deste partido na Câmara Federal. Novamente, foi reeleito Deputado Federal em 1982. Em 1985, deixou o PT e filiou-se ao Partido do Movimento Democrático Brasileiro e por este partido, tentou sua terceira reeleição em novembro de 1986, porém, não obteve votos suficiente para uma cadeira na Câmara.
Em maio de 1987, assumiu o cargo de assessor especial para assuntos políticos do Ministério da Fazenda na gestão de Luís Carlos Bresser Perreira.
Em dezembro de 1987, afastou-se do PMDB e em julho de 1988 entrou para o Partido Democrático Trabalhista. No início da década de 1990, tornou-se presidente do PDT paulista e foi candidato a vice-prefeito na chapa de Aluísio Nunes Ferreira Filho, do PMDB. 
Em 1993, foi nomeado assessor especial do Ministro da Justiça na gestão de Maurício Corrêa.
Quando ocupou uma das cadeiras de Deputado Federal, foi membro da Comissão de Educação e Cultura e suplente da Comissão de Minas e Energia, assim como titular da Comissão de Agricultura e Política Rural e suplente da Comissão do Trabalho e Legislação Social. 
Em 1977 foi o delegado brasileiro na Conferência Mundial contra o Apartheid, Racismo e o Colonialismo, realizada em Lisboa.

### Atualidade
Longe do meio político desde a década de 1990, é um dos comentaristas do "Jornal da Cultura", na TV Cultura.